# 伯恩茅斯藝術大學

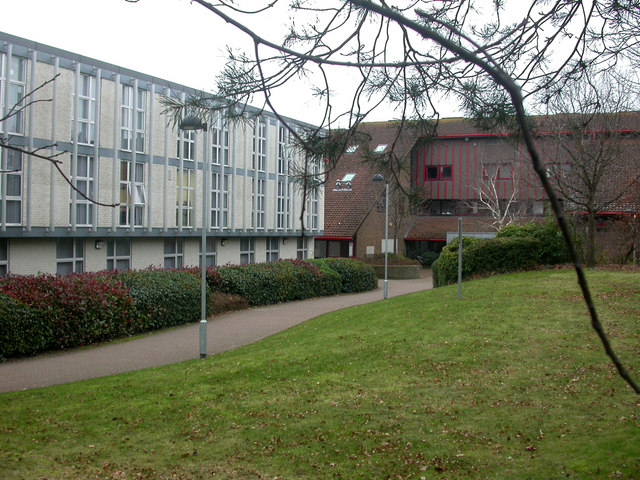
塔爾伯特村的校區

伯恩茅斯藝術大學（英語：Arts University Bournemouth）是一所位於英國多塞特郡普爾的大學，教授藝術、表演、設計和媒體相關專業。
1964年，伯恩茅斯地方藝術學院（Bournemouth Municipal College of Art）和普爾藝術學院（Poole College of Art）合併成立伯恩茅斯和普爾藝術學院（Bournemouth and Poole College of Art）。1980年改名為伯恩茅斯和普爾藝術設計學院（Bournemouth and Poole College of Art and Design），1984年現校區的第一座建築揭幕。
1998年改名為伯恩茅斯藝術研究院（Arts Institute at Bournemouth）。2012年改現名。

## 外部連結
- Arts University Bournemouth website（页面存档备份，存于）
- The Complete University Guide: Arts University Bournemouth（页面存档备份，存于）
- Bournemouth Skillset Media Academy website
- Bournemouth Website Design Academy website（页面存档备份，存于）